# كاميلو غوميز
كاميلو غوميز (بالإسبانية: Camilo Gómez)‏ هو دراج كولومبي، ولد في 5 أكتوبر 1984 في سوغاموسو ‏ في كولومبيا.

## وصلات خارجية
- كاميلو غوميز على موقع الاتحاد الدولي للدراجات (الإنجليزية)
- كاميلو غوميز على موقع أرشيف الدراجات (الإنجليزية)
- كاميلو غوميز على موقع إحصائيات الدراجات الإحترافية (الإنجليزية)
- كاميلو غوميز على موقع نسبة الدراجات (الإنجليزية)